# Каракара чорна
Каракара чорна (Daptrius ater) — вид хижих птахів родини соколових (Falconidae).

## Поширення
Поширений на півночі Південної Америки. Цей птах населяє більшу частину басейну Амазонки. Його ареал охоплює Колумбію та Венесуелу, а також регіон Амазонки на сході Еквадору та Перу, півночі Болівії, півночі Бразилії та у Гвіані. Середовище проживання включає галерейний ліс і лісисті савани на висоті від 0 до 900 м над рівнем моря.

## Опис
Самиці важать приблизно від 350 до 440 грам. Трохи менші самці важать приблизно 330 грамів. Загальна довжина тіла від 43 до 48 см. Птах має блискучий чорний колір, за винятком характерної білої смуги біля основи хвоста, а також жовтих або помаранчево-червоних лап і обличчя.

## Спосіб життя
Це осілий птах. Живе поодинці або групами до восьми особин. Він часто буває на вирубках лісу та на узбережжях річок. Його рідко можна було побачити в густих джунглях. Натомість трапляється на пасовищах і там, де рослинність не дуже висока, наприклад, сільськогосподарські поля.
Гніздиться на високих деревах. Самиця відкладає два-три яйця. Харчується переважно падаллю, хоча також їсть усіляку дрібну живність і навіть фрукти.